# Пилемен
Пилемен (др.-греч. Πυλαιμένης) — персонаж древнегреческой мифологии, царь Пафлагонии. Сын Билсата. Пришёл от пафлагонцев, союзник Трои в Троянской войне.
В пятой песне «Илиады» описывается, как он был убит Менелаем, но в XIII песне он упоминается как живой и оплакивающий своего убитого сына Гарпалиона. Гигин отмечает, что он был убит Ахиллом. Это противоречие было замечено ещё в античности и использовалось как аргумент в пользу того, что «Илиада» написана разными авторами.